# Evgenij Aleksandrov
Evgenij Vladimirovič Aleksandrov (in russo Евгений Владимирович Александров?; Noginsk, 27 febbraio 1952 – Mosca, 4 febbraio 2019) è stato un calciatore sovietico, dal 1991 russo, di ruolo difensore.

## Carriera
Con lo SKA Rostov raggiunse la finale della coppa nazionale nel 1971.